# Аладдин (пьеса)
«Аладди́н» (дат. Aladdin) — пьеса, написанная датским писателем Адамом Готлобом Эленшлегером. Опубликована в 1805 году.
Пьеса основана на истории Аладдина из сборника народных сказок «Тысяча и одна ночь». 
Является частью Датского культурного канона, поддерживаемого Министерством культуры.
Первой сценической постановкой на основе этой пьесы был спектакль 1839 года.